# Burning Kingdom
Burning Kingdom es el segundo EP del músico estadounidense Bill Callahan (también conocido como Smog), lanzado en 1994 por Drag City y luego relanzado en Europa por Domino Records. 
Este EP es la primera de las dos colaboraciones entre Callahan y el baterista Ron Burns; así como el comienzo de su trabajo con Cynthia Dall en la canción Renée Died. La canción My Shell es una versión eléctrica del sencillo de 1991 del mismo nombre.
Steven Zdybel tocó el violín y Kim Osterwalder tocó el violonchelo, así como lo hizo en el álbum Julius Caesar.

## Lista de canciones
Todas las canciones fueron escritas por Bill Callahan excepto donde se marca.
1. "My Shell" (Electric Version) – 5:47
2. "Renée Died 1:45" (Callahan, Dall) – 1:50
3. "My Family" – 3:33
4. "Drunk on the Stars" – 4:18
5. "Not Lonely Anymore" – 2:03
6. "The Desert" – 2:59